# Тибаево
Тибаево — исчезнувшая деревня Торопецкого района Тверской области. Располагалась на территории Реча́нского сельского поселения.

## География
Деревня была расположена в 22 километрах к юго-востоку от районного центра, города Торопец. Находилась между современными деревнями Маслово и Лоховка. Ближайшим населённым пунктом была деревня Подсухи.

## История
Впервые деревня упоминается под названием Табаева на топографической карте Фёдора Шуберта 1867 — 1901 годов. Имела 2 двора.
В списке населённых мест Псковской губернии за 1885 год значится деревня Тиблино (Тибаево, Тобосно). Располагалась при колодце в 20 верстах от уездного города. Входила в состав Понизовской волости Торопецкого уезда. Имела 3 двора и 19 жителей.
На карте РККА 1923—1941 годов обозначена деревня Тибаево. Имела 8 дворов.